# Накнек (река)
Накнек (англ. Naknek River) — река на юго-западе штата Аляска, США. Берёт начало из озера Накнек и несёт свои воды в западном направлении, впадая залив Квичак, который является частью Бристольского залива. Длина реки составляет 56 км.
В административном отношении протекает по территории боро Бристол-Бей. Вблизи устья реки находятся населённые пункты Накнек и Саут-Накнек (на северном и южном берегах соответственно). В 25 км выше по течению от этих населённых пунктов, на северном берегу реки расположена статистически обособленная местность Кинг-Салмон. Верхнее течение реки находится в пределах национального парка Катмай.
Воды реки и одноимённого озера богаты неркой и другими лососёвыми.
Впервые название упомянуто в 1836 российским мореплавателем Литке, нанесено на карты в 1852 году Тебеньковым.